# Maria Kurzawa
Maria Jolanta Kurzawa z domu Szumla (ur. 2 listopada 1941, zm. 10 września 2005) – polska chemiczka, profesor (specjalności: chemia nieorganiczna, fizykochemia ciała stałego).

## Życiorys
Była wieloletnim pracownikiem Wydziału Technologii i Inżynierii Chemicznej Politechniki Szczecińskiej (przekształconej w roku 2009 w Zachodniopomorski Uniwersytet Technologiczny, ZUT). Po skończeniu studiów ze stopniem mgr inż. chemii była asystentką prof. Wiktora Gorzelanego, kierownika Zakładu Chemii Nieorganicznej, a równocześnie zastępcy dyrektora Instytutu Chemii Podstawowej. Pracę doktorską obroniła w 16 grudnia 1975 roku. Stopień doktora habilitowanego nauk chemicznych w zakresie chemii (specjalność: chemia nieorganiczna) uzyskała w roku 1992, na podstawie rozprawy nt.: Układ Fe2O3-V2O5-MoO3, przygotowanej pod naukową opieką Jadwigi Walczak (po odejściu prof. W. Gorzelanego na emeryturę pełniącej funkcję kierownika Katedry Chemii Nieorganicznej). Przewód habilitacyjny przeprowadzono na Wydziale Chemii UJ (PS nie miała praw akademickich w tym zakresie).
W roku 2002 Maria Kurzawa otrzymała tytuł profesora nauk chemicznych (specjalności: chemia nieorganiczna, fizykochemia ciała stałego). Po śmierci Jadwigi Walczak objęła kierownictwo Zakładu i – wraz z zespołem – kontynuowała badania syntez i właściwości faz otrzymywanych metodami chemii ciała stałego. Pod naukową opieką Marii Kurzawy prace doktorskie wykonali:
- Elżbieta Tomaszewicz (1999), Reaktywność siarczku srebra wobec siarczanu(VI) srebra w fazie stałej,
- Grażyna Dąbrowska (2000), Studia nad układem Al2O3-V2O5-MoO3,
- Monika Bosacka (2001), Wybrane molibdeniano-wanadany jako pigmenty ceramiczne,
- Anna Błońska-Tabero (2003), Reakcje ortowanadanu(V) żelaza(III) z wanadanami(V) metali dwuwartościowych (Co, Mg, Ni, Zn).

Prof. Kurzawa współpracowała z zagranicznymi zespołami badawczymi (m.in. Uniwersytet Narodowy im. Kapodistriasa w Atenach, Uniwersytet Techniczny w Dreźnie) oraz redakcjami czasopism naukowych (m.in. Journal of Thermal Analysis and Calorimetry). Poza badaniami naukowymi i dydaktyką angażowała się w prace organizacyjne, m.in. pełniła funkcję wicedyrektora Instytut Chemii i Podstaw Ochrony Środowiska (IChiPOŚr), utworzonego w kwietniu 2000 roku, w wyniku reorganizacji Wydziału (chemia nieorganiczna, chemia organiczna, chemia fizyczna, analiza instrumentalna, chemia ogólna), była członkiem Senackiej Komisji ds. Dydaktyki Politechniki Szczecińskiej, uczestniczyła w działaniach na rzecz zacieśniania współpracy polsko-niemieckiej w zakresie szkolnictwa wyższego.
Jej mężem był Stefan Kurzawa (1927–1999). Zmarła 10 września 2005 roku, a 15 października została pochowana na cmentarzu Centralnym w Szczecinie.

## Tematyka badań
Przedmiotem największego zainteresowania zespołu Zakładu Chemii Nieorganicznej (wcześniej Katedry Chemii Nieorganicznej), kierowanego przez Marię Kurzawę, była synteza i właściwości faz, otrzymywanych metodami chemii ciała stałego, zapoczątkowany przez Jadwigę Walczak. Tego typu procesy i struktury są przedmiotem zaawansowanych badań laboratoryjnych; poszukiwane są materiały o nowych właściwościach optycznych, elektrycznych, cieplnych, a wyniki badań znajdują istotne zastosowania w praktyce, np. w metalurgii, produkcji ceramiki, materiałów ognioodpornych, nadprzewodników tlenkowych, katalizatorów procesów przemysłowych. W czasie badań są stosowane  m.in. rentgenografia strukturalna, różnicowa analiza termiczna (DTA), spektroskopia IR, EPR, NMR, XPS, spektrometria Mössbauera, neutronografia. Przedmiotem badań były dwu- i trójskładnikowe układy tlenków metali.
Po jej śmierci pracownicy Zakładu (m.in. Anna Błońska-Tabero, Monika Bosacka, Elżbieta Filipek, Grażyna Dąbrowska, Izabella Rychłowska-Himmel, Piotr Tabero, Elżbieta Tomaszewicz) kontynuują ten kierunek badań, m.in. uzyskując habilitacje:
- Elżbieta Filipek (2008), Synteza i właściwości fizykochemiczne nowych faz w układach tlenków V2O5, MoO3, alfa-Sb2O4[12],
- Piotr Tabero (2011), Synteza i niektóre właściwości faz o strukturze blokowej[13].

## Publikacje (wybór)
- M. Bosacka, M. Kurzawa, P. Jakubus, Reactivity of FeVO
4 towards MgMoO
4 in the solid-state, Journal of Thermal Analysis & Calorimetry 2004[14],
- M. Kurzawa, A. Błońska-Tabero, Phase equilibria in the system NiO-V2O5-Fe2O3 in subsolidus area, Journal of Thermal Analysis & Calorimetry, 2004[15],
- A. Worsztynowicz, S. Kaczmarek, M. Kurzawa, M. Bosacka,Magnetic study of Cr3+ ion in M2CrV3O11-x (M = Zn, Mg) compounds, 2005[4][16],
- [16]
- K. Knorr, P. Jakubus, G. Dąbrowska, M. Kurzawa, Crystal Structure Determination of AlVMoO7 from X-Ray Powder Diffraction Data, Cheminform 2010[17],
- Grażyna Dąbrowska, Piotr Tabero, Maria Kurzawa, Phase Relations in the Al2O3-V2O5MoO3. System in the Solid State. The Crystal Structure of AlVO4, Journal of Phase Equilibria and Diffusion 2009[17]
- Maria Kurzawa, Monika Bosacka, Elżbieta Filipek, Izabella Rychłowska-Himmel, The homogeneity range of lyonsite-type phase existing in the CrVO4-Co3V2O8 system, Central European Journal of Chemistry 2009[17]
- Anna Błońska-Tabero, Maria Kurzawa, Phase formation in the FeVO4–Co3V2O8 system, Journal of Thermal Analysis and Calorimetry 2007[17]
- M. Kurzawa, M. Bosacka, I. Szkoda, Synthesis and Characterization of New Bismuth Lead Vanadate Pb2BiV3O11, Journal of Phase Equilibria and Diffusion 2007[17]